# Кривцове
Кривцо́ве (до 1948 року — Тобен-Сарай і Бурундук; крим. Töben Saray, крим. Burundıq) — село в Україні, у Білогірському районі Автономної Республіки Крим. Підпорядковане Муромській сільській раді.